# Siège de Ménerbes
Guerres de religion
Le siège de Ménerbes, village situé au pied du Luberon, dura de 1573 à 1578 et fut le plus long épisode qui opposa, en Provence, les catholiques et les protestants durant les guerres de religion.

## Ménerbes, cité chérie du pape
Le village comtadin de Ménerbes s'était particulièrement distingué par sa fidélité au pape durant le début des guerres de religion. Pour l'en remercier, Pie V, le pape du Concile de Trente, affranchit ses habitants des lods et des censes par une lettre bullée datée du 25 novembre 1571.
Après le Massacre de la Saint-Barthélemy, les chefs protestants décidèrent de faire un exemple. Ménerbes fut investi le 4 octobre 1573 par environ 150 hommes d'armes et les religionnaires de la Valmasque conduits par Scipion de Valavoire, Ferrier, Gaspard Pape de Saint-Auban et le baron d'Allemagne.

## Les catholiques se mobilisent
Cet outrage fait à une cité dépendant du Saint-Siège ne pouvait rester impuni. La mobilisation fut générale. Le siège fut mis sous le commandement de Henri d'Angoulême, dit le Bâtard de Valois, Grand Prieur de France et gouverneur de Provence. À ses côtés se trouvaient Albert de Gondi, le maréchal de Retz, Dominique Grimaldi, le nouveau recteur du Comtat Venaissin, le « brave Crillon » et Saporoso, Capitaine pontifical, qui commandait à des compagnies de cavaliers et de gens d'armes à pied venus de Corse et d'Italie, soit en tout entre 12 et 15 000 hommes.

## Le siège s'éternise
En dépit de ce rapport de force favorable aux pontificaux, le siège dura en longueur. D'autant que les religionnaires de la Valmasque avaient pu avertir leurs frères des Baronnies et des Cévennes qui, en dépit du blocus, réussirent toujours à leur apporter aide et soutien.
Pourtant le nid d'aigle fut d'abord entouré de tranchées, des redoutes furent ensuite placées tous les cent pas, des batteries de canon installées sur le plateau de Gaujac.
Sous l'impulsion du recteur Dominique Grimaldi, qui voulait imposer les consignes pontificales, entre septembre et octobre 1577, une canonnade se fit sur le Castellet de Ménerbes. Ce bastion reçut 907 coups de canon soit 14 tonnes de ferraille dont des boulets chauffés au rouge qui déclenchèrent des incendies. Le résultat le plus probant fut la destruction d'une tour crénelée, la Cornille.

## Une capitulation glorieuse
Les bombardements furent suivis de transactions. Elles s'éternisèrent. Mais la place étant privée d’eau potable, les religionnaires acceptèrent de se rendre le 9 décembre 1578. Le lendemain, à la demande du recteur du Comtat, cent dix femmes, filles et enfants, suivis de cent dix soldats avec leurs armes, sortirent enseignes déployées et tambours battant. Sous la conduite de Pape de Saint-Auban, ils se retirèrent à Murs.
Le siège avait duré cinq ans, deux mois et huit jours ; il avait coûté 95 000 écus à Pie V et plus de 322 000 livres aux communes du Comtat Venaissin.